# كلارنس إل. مور
كلارنس إل. مور (بالإنجليزية: Clarence L. Mohr)‏ هو مؤلف أمريكي، ولد في 3 أكتوبر 1946، وتوفي في 5 أغسطس 2017.